# Spitvork

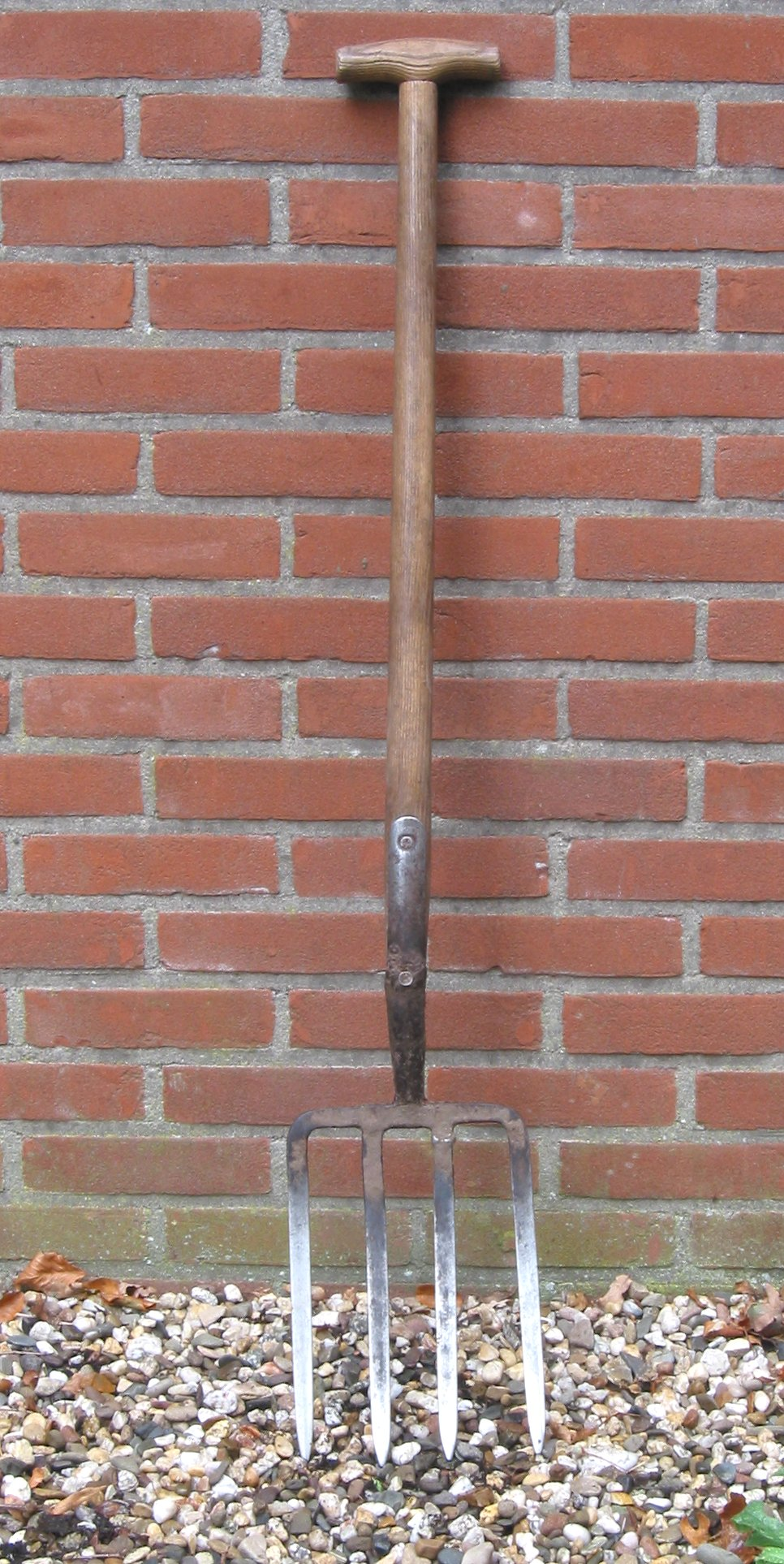
Spitvork

Een spitvork of spitgreep is een stuk tuingereedschap om zware grond te spitten, zoals kleigrond. Hij heeft meestal vier platte tanden en een steel als een spade. 
Een spitvork heeft een voordeel boven de spade bij het verwijderen van wortelonkruiden, tevens gaat het insteken in de grond gemakkelijker. Een spitvork is ook geschikt om de grond in de tuin mee los te maken, of om wortelgewassen te oogsten in een moestuin.
Een bijzondere soort spitvork is de grelinette of woelvork. Dit is een brede, zware spitvork met doorgaans vijf tanden en een dubbele steel. Ze wordt gebruikt om aangedrukte aarde los te woelen.